# Witton-le-Wear
Witton-le-Wear is een civil parish in het bestuurlijke gebied Durham, in het Engelse graafschap Durham met 690 inwoners.